# December's Children (And Everybody's)
December's Children (And Everybody's) er det femte amerikanske album fra The Rolling Stones, og det blev udgivet sent i 1965.
Dannet hovedsagelig under en to dages lang indspilning i september for at færdiggøre det engelske  Out of Our Heads samt deres nye single "Get Me Out Of My Cloud". Der er numre på albummet der er optaget helt tilbage i 1963.
Størstedelen af sangene er skrevet af Mick Jagger og Keith Richards, der sammen skrev stærke sange som "I'm Free" og "The Singer Not the Song", ligesom størstedelen af de hits som "As Tears Go By" and "Get off of My Cloud".

## Spor
Alle sange er skrevet af Mick Jagger and Keith Richards udtaget hvor andet er påført.
1. "She Said Yeah" (Sonny Christy/Roddy Jackson) – 1:34
2. "Talkin' about You" (Chuck Berry) – 2:31
3. "You Better Move On" (Arthur Alexander) – 2:39
  -  Først udgivet i England i januar 1964 på The Rolling Stones EP
4. "Look What You've Done" ( McKinley Morganfield) – 2:16
5. "The Singer Not the Song" – 2:22
  -  Udgivet som B-Side på "Get Off of My Cloud" i Englang.
6. "Route 66" (Bobby Troup) live – 2:39
7. "Get Off of My Cloud" – 2:55
8. "I'm Free" – 2:23
  -  Udgivet som B-Side på "Get Off of My Cloud" i USA
9. "As Tears Go By  (Mick Jagger/Keith Richards/Andrew Loog Oldham) – 2:45
  -  Skrevet i 1964 og først udgivet af Marianne Faithfull.
10. "Gotta Get Away" – 2:07
11. "Blue Turns to Grey" – 2:29
12. "I'm Moving On" (Hank Snow) live – 2:14
  -  Numre 6 og 12  er optaget live i marts 1965 i England, og blev først udgivet i juni på  got LIVE if you want it! EP

## Musikere
- Mick Jagger – Sang, Kor
- Keith Richards – Elektriske Guitar, Kor, Guitar, Akustisk Guitar
- Brian Jones – Elektriske Guitar, Kor, Guitar, Akustisk Guitar, Slide Guitar, Orgel, Mundharmonika
- Charlie Watts – Trommer
- Bill Wyman – Bass
- James W. Alexander – Tamborin
- Mike Leander Orchestra – Strenge instrumenter
- Ian Stewart – Klaver